# Am Fluss der rosa Biber
Am Fluss der rosa Biber (französischer Originaltitel: Kid Lucky) ist das chronologisch erste Album aus der Reihe Lucky Kid des französischen Comiczeichners Morris. Gezeichnet haben den Band um den jungen Cowboy Morris und Pearce, die Szenaristen waren Pearce und Jean Léturgie. Pearce ist ein Pseudonym für Texter Yann und Zeichner Didier Conrad. Der Band entstand 1995, als es „Mode“ wurde, Comics aus den Kindertagen berühmter Helden zu zeichnen, so auch bei Asterix und Obelix. Im deutschen Sprachraum wurden die Lucky-Kid-Alben mittlerweile in die Reihe der Alben des „großen“ Lucky integriert, weil sie einzeln nur wenig nachgefragt wurden. Am Fluss der rosa Biber ist Band 82 der Reihe, der inhaltliche Nachfolger Oklahoma Jim ist aber Band 73.
Im Band lernt der junge Waise, der nur „Kid“ genannt wird, seine zukünftige Heimat, den Wilden Westen, die Indianer und seinen treuesten Freund, Jolly Jumper, kennen.

## Handlung
Kid zieht mit einem alten Goldsucher, der nur „Old Timer“ genannt wird, durch die Prärie. Als dieser eine Flasche „Feuerwasser“ entkorkt, werden sie plötzlich von Indianern eingekreist, die aber die Flucht ergreifen, als Oldtimer zeigt, dass sein Skalp bereits fehlt (er eine Glatze hat). Ein Indianer behauptet gegen eine Flasche Feuerwasser, dass es in der Nähe einen Fluss mit rosa Bibern und Gold gebe.
Während Old Timer schläft, versucht sich der junge Kid mit dessen Revolver, trifft aber noch nichts. Am nächsten Tag kehrt der Indianer zurück, um mehr Feuerwasser zu bekommen. Er entführt dabei aber Kid, als dieser gerade eine Flasche bringt – allerdings nicht Whisky, sondern ein Gift für das Goldwaschen.
Der Indianer bringt Kid zu seiner Squaw Fetter Mokassin, die offenbar weiße Kinder „adoptiert“, da sie selbst keine bekommen kann. Die Kinder der Indianer spielen seltsame Spiele wie Kleine-Squaw-in-pieksenden-Busch-schubsen und sind generell sehr streitlustig. Weil Kid auch den indianischen Pemmikan überhaupt nicht mag, will er bei der ersten Gelegenheit türmen. Leider gehen mehrere Fluchtversuche schief, und er landet immer wieder in den Armen von Fetter Mokassin, die ihm Arbeiten aufhalst. Bei einem dieser Fluchtversuche beobachtet er, wie ein weißes Fohlen von einem Rudel Wölfe angegriffen wird. Beherzt greift er zu seiner Schleuder und schlägt die Wölfe in die Flucht. Die Indianer, die in der Nähe nach Bisons jagen, stellen sich ziemlich dumm an und lösen eine Stampede aus. Kid steigt auf den Rücken seines neuen Freundes, der ihn mit einem Gewaltssprung über eine Schlucht vor der heranstürmenden Herde rettet. Fortan heißt Kids Pferd „Jolly Jumper“ (Großartiger Springer).
Eines Tages taucht im Lager der Indianer die Kavallerie auf und durchsucht das Lager. Sie haben offenbar mitbekommen, dass die Indianer weiße Kinder entführen. Doch Fetter Mokassin ist mit den entführten Kindern geflohen. Kid kann erneut fliehen, und die Indianer müssen für sie erneut Kinder von Siedlern entführen. Als die Kavallerie ein zweites Mal im Lager auftaucht, werden sie daher auf frischer Tat ertappt. Kid und ein paar weitere Kinder werden von den Blauröcken in ihr Fort mitgenommen, dazu auch Fetter Mokassin selbst, die angeblich auch eine entführte Weiße sei. Obwohl der Colonel selbst seit Jahren nach seiner Tochter sucht, die ebenfalls entführt worden war, erkennt er nicht, dass sie es ist, die er sucht.

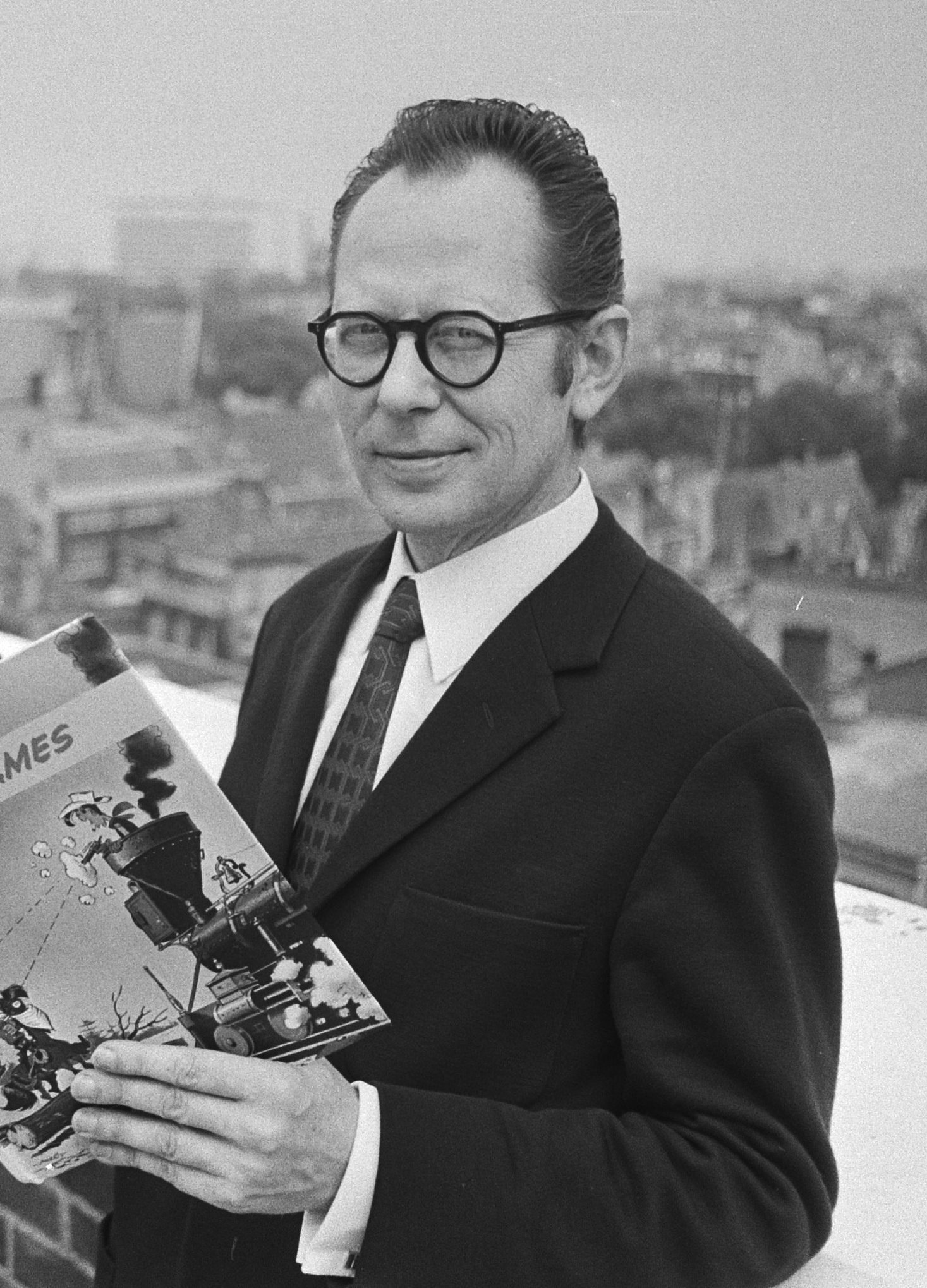
Morris adoptiert seinen Lucky Kid

Am anderen Tag organisiert die Kavallerie eine Familienzusammenführung: Alle Leute aus der Umgebung stellen sich im Fort in eine Schlange, um zu sehen, ob ihre Kinder unter den Befreiten sind. Doch die Kinder sind meistens gar nicht so froh darüber, gefunden zu werden, denn zu Hause erwartet sie nicht unbedingt ein besseres Leben – lediglich Zucht. Lucky Kid erwartet nichts von dieser Zusammenführung, da er ja weiß, dass er ein Waise ist. Doch zu seiner Überraschung wird er tatsächlich „erkannt“. Der Mann dieses Ehepaars ist deutlich als Karikatur von Morris selbst zu erkennen. Da Kid sofort in Mädchenklamotten gesteckt wird, entschließt er sich, erneut zu türmen. Zusammen mit seinem weißen Freund Blasses Stachelschwein und mit Fetter Mokassin türmen sie aus dem Fort – was erstaunlich einfach ist, denn die Kavallerie schläft mit Absicht. Solche Rotzlöffel wollen sie nicht mal als Gefangene haben.
So kehrt Kid zu Old Timer zurück und muss zuerst seine fast unglaubliche Geschichte erzählen. Dieser nimmt ihm zwar die Geschichte halbwegs ab, legt ihn aber dennoch übers Knie, weil er mit seinem Revolver gespielt hatte. Und so reiten die beiden in den Sonnenuntergang – nein, Kid geht zu Fuß, denn Sitzen schmerzt zu sehr.

## Anspielungen
Hauptthema des Bandes ist die Entführung von weißen Siedlern – insbesondere von Frauen und Kindern – durch die Indianer. Solche Entführungen hat es tatsächlich gegeben, und es sind Fälle bekannt, in denen diese später freiwillig bei den Indianern blieben. Kid findet in dem Band seinen treuesten Begleiter, das weiße Mustangfohlen Jolly Jumper. Bereits jetzt ist dieser in der Lage, sich selbst von Fesseln zu befreien und über große Schluchten zu springen. Er lässt sich von Anfang an problemlos reiten.
Auffällig in dem Band ist auch die Adoption von Lucky Kid auf Seite 42 oben. Morris persönlich möchte den Jungen adoptieren. Der Band spielt stark mit Vorurteilen gegenüber den Indianern, so werden sie häufig sehr einfältig und auf den Whisky fixiert dargestellt. Doch auch die Armee wird stark ins Lächerliche gezogen, etwa als sie den Boden um das Indianerlager mit Säbeln sondieren.